# Mons Wolff
Der Mons Wolff ist der nach dem deutschen Philosoph Christian Wolff benannte Berg auf dem Erdmond in den Montes Apenninus am Rand des Mare Imbrium. 
Er erhielt seinen Namen im Jahr 1961 und weist einen Durchmesser von rund 35 km auf. 